# Betriebszeitung
Betriebszeitungen waren in der DDR Mitarbeiterzeitschriften für Betriebe, Kombinate und Einrichtungen mit mehr als 1000 Betriebsangehörigen.

## Aufgabe, Verbreitung, Zeitungstitel
Die 667 Betriebszeitungen in der DDR fungierten als politisches Führungsinstrument der Betriebsparteiorganisationen der SED. Die meisten davon sind der Industrie, dem Bauwesen, dem Bergbau und dem Handel zuzuordnen, 42 der Deutschen Reichsbahn, weitere 45 dem Verkehrs- und Nachrichtenwesen. In den Druckereien entstanden die Betriebszeitungen in halbem rheinischen Format zumeist auf den Maschinen, die abends die Organe der Bezirksleitungen der SED druckten.
Typische Titel waren: Unser Kernkraftwerk, Impulsgeber, Maschinenbauer und Effektiv, Planzeiger oder Unser Friedenswerk, Scheinwerfer und Start.

## Auflage
Ende der 1980er Jahre lag die Auflage der zumeist wöchentlich oder 14-täglich erscheinenden Betriebs- und Universitätszeitungen bei knapp 2,2 Millionen Exemplaren.

## Individuelle Zeitungsgestaltung
Um die Werktätigen des jeweiligen Betriebs zu erreichen, wurde in den Betriebszeitungen an die Erfahrungen und Lebenswelten der Betriebsangehörigen angeknüpft und die Betriebszeitung als „ihr“ Sprachrohr präsentiert. Ehrenamtliche aus den verschiedensten Abteilungen des Werks, sogenannte „Volkskorrespondenten“, sollten für das notwendige „Lokalkolorit“ sorgen. Sie sollten den Eindruck vermitteln, dass die Zeitung von eigenen Kollegen verfasst wurde. Damit – so zumindest das Kalkül – bekam auch die darin enthaltene Parteipropaganda eine größere Realitätsnähe. Spezielle Frauen- und Jugendredaktionskollektive sollten sicherstellen, dass sich auch diese Zielgruppen von der Betriebszeitung angesprochen fühlten.

## Aufgabe
Wichtigste Aufgabe einer Betriebszeitung war es, „durch die Steigerung der Arbeitsproduktivität und die allseitige Durchsetzung des wissenschaftlich-technischen Höchststandes im Betrieb durch die Senkung der Selbstkosten und die Erhöhung der Qualität der Erzeugnisse die materiell-technische Basis für den Sieg des Sozialismus in der Deutschen Demokratischen Republik schaffen zu helfen.“ Damit eng verzahnt war die „Förderung der sozialistischen Gemeinschaftsarbeit“ und die Formung „des neuen Menschen der sozialistischen Epoche“.
Durch Artikel über die Außen- und Innenpolitik sollte den Betriebsangehörigen die Politik der SED generell nahegebracht werden. Sie übernahmen weitgehend auch sprachlich die Diktion der SED. So gehörte es vor dem Bau der Mauer zu den Aufgaben der Betriebszeitung, der Belegschaft immer wieder zu verdeutlichen, wie schlecht Arbeiter in der BRD und in West-Berlin behandelt würden, wie schlimm der bundesdeutsche Imperialismus und wie großartig die sozialen Leistungen für die Werksangehörigen der DDR wären. Damit sollte insbesondere verhindert werden, dass qualifizierte Facharbeiter in die BRD abwanderten.

## Weitere Themen
Um die Leser bei der Stange zu halten – und sie zu „sozialistischen Menschen“ zu erziehen – gab es auch Unterhaltungsseiten mit Kreuzworträtseln, Schachanweisungen, Sportberichten, Filmbesprechungen, Informationen zu Veranstaltungen des Kulturhauses etc.
Es gab um 1935 mehrere illegale Betriebszeitungen, etwa bei der Firma Lerner in Österreich.

## Fazit
Betriebszeitungen waren in Großbetrieben ein wesentliches Instrument, mit denen die SED versuchte, Einfluss auf die Bevölkerung am alltäglichen Arbeitsplatz zu nehmen. Wie stark die Wirkung auf die Belegschaft war, ist schwer abzuschätzen. Zeitzeugen aus dem Werk für Fernsehelektronik (WF) berichteten, dass spätestens seit den 1970er Jahren häufig Exemplare kostenfrei in der Kantine auslagen und viele die Betriebszeitung in die Hand nahmen – und sei es nur, um die Sportnachrichten zu lesen.

## Beispiele für Betriebszeitungen
- Karussell, Organ der SED-Betriebsorganisation des VEB Großdrehmaschinenbau „7. Oktober“ Berlin-Weißensee, 1954–1968, verfügbar in der ZLB
- Start, Organ der Leitung der Parteiorganisation der SED Interflug, 1990, verfügbar in der ZLB
- Der Lautawerker, Organ der SED-Betriebsorganisation des VEB Chemiewerk Lauta, 1959–1990, verfügbar in der SLB, Literatur von und über Betriebszeitung im Katalog der Deutschen Nationalbibliothek
- Der Trafo, Betriebszeitung des Transformatorenwerks „Karl Liebknecht“ in Berlin-Oberschöneweide, online verfügbar im museum-digital[4]
- WF-Sender, Betriebszeitung des Werks für Fernsehelektronik (WF) in Berlin-Oberschöneweide, online verfügbar auf wf-museum.de[5]

## Nach dem Ende der DDR
Überlebt haben – teilweise unter verändertem Namen, wie beispielsweise das Dresdner Universitätsjournal – einige der einst 20 Zeitungen, die als Organe der Universitäts- und Hochschulparteileitungen der SED firmierten. Heute obliegt ihnen sowohl als Organ des Rektors als auch Betriebszeitung eine Informations- und Servicefunktion.